# Висока Глоговська
Висока Глоговська (пол. Wysoka Głogowska) — село в Польщі, у гміні Глогув-Малопольський Ряшівського повіту Підкарпатського воєводства. Населення — 2208 осіб (2011).
У 1975-1998 роках село належало до Ряшівського воєводства.

## Демографія
Демографічна структура станом на 31 березня 2011 року:
|          | Загалом | Допрацездатний вік | Працездатний вік | Постпрацездатний вік |
| -------- | ------- | ------------------ | ---------------- | -------------------- |
| Чоловіки | 1092    | 235                | 757              | 100                  |
| Жінки    | 1116    | 234                | 655              | 227                  |
| Разом    | 2208    | 469                | 1412             | 327                  |